# Henry Johnson (militare)
Henry Johnson (Boydton, 11 giugno 1850 – 31 gennaio 1904) è stato un militare statunitense.

## Biografia
A partire dal 1879 Johnson servì in qualità di sergente il Nono Reggimento di Cavalleria. Per le sue azioni meritorie venne decorato con la Medal of Honor, la più alta decorazione militare statunitense assegnata dal Congresso.
Si distinse durante le Guerre indiane. Il riconoscimento gli fu attribuito per il suo coraggio per l'assistenza fornita ai feriti, dissetandoli durante il pesante fuoco nemico.
Alla sua morte aveva 53 anni, il corpo venne seppellito al Cimitero nazionale di Arlington. Fu uno dei pochissimi afroamericani a ricevere una tale onorificenza.